# Knarrtrappe

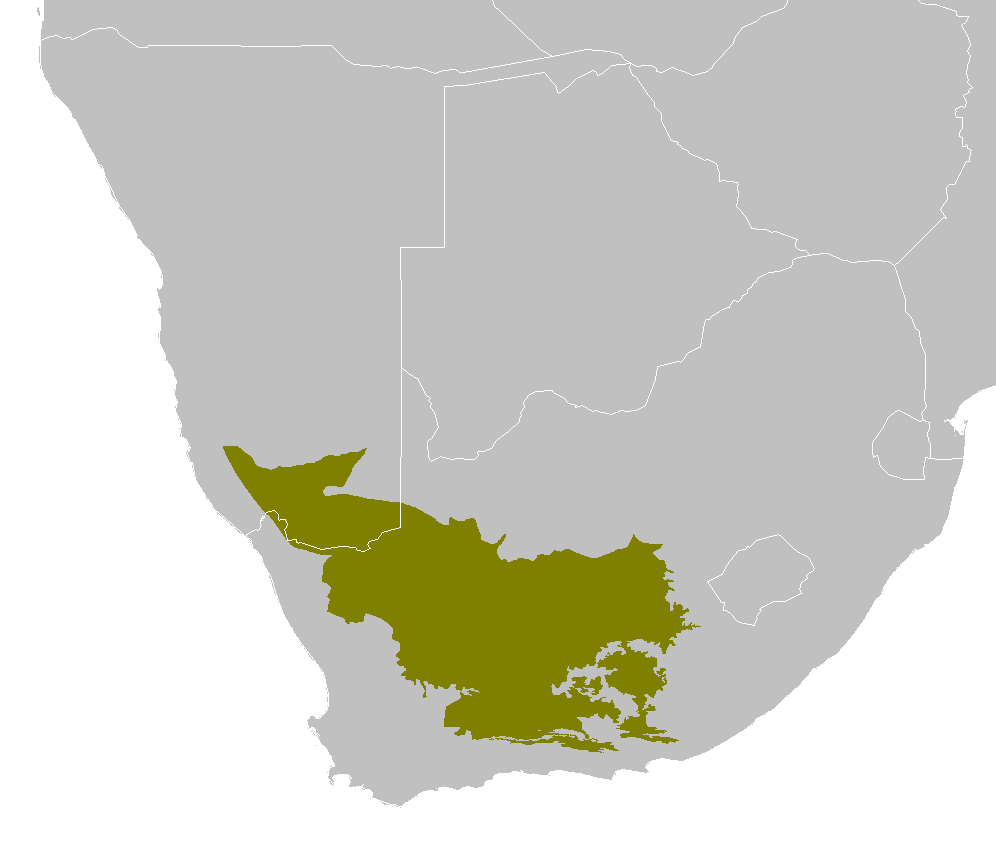
Verbreitungsgebiet der Knarrtrappe

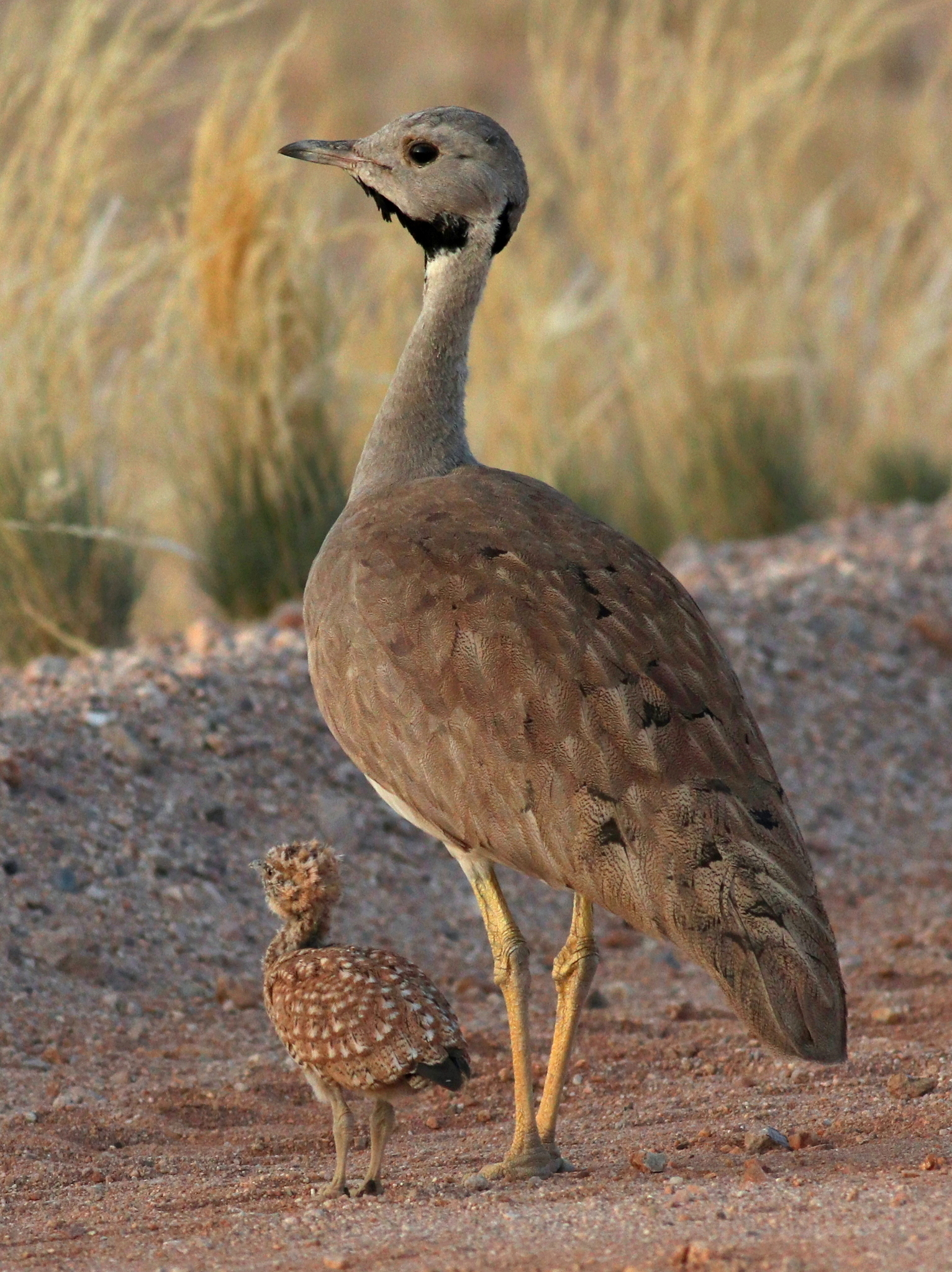
Knarrtrappe mit Küken

Die Knarrtrappe (Heterotetrax vigorsii, Syn.: Eupodotis vigorsii), zuweilen auch Karootrappe oder Namatrappe genannt, ist eine in Afrika vorkommende Vogelart aus der Familie der Trappen (Otididae). Der Artname ehrt den irischen Ornithologen Nicholas Aylward Vigors.

## Merkmale
Knarrtrappen erreichen eine Höhe von ca. 60 Zentimetern. Farblich sind sich die Geschlechter sehr ähnlich. Die Gefiederfärbung der Oberseite einschließlich der Flügel sowie des Schwanzes ist braun und schwach dunkelbraun marmoriert. Der Kopf und der lange Hals haben eine graubraune Farbe. Das Kinn ist schwarz. Am Hinterkopf zeigt sich ebenfalls ein kleiner schwarzer Fleck. Die langen Beine sind gelblich und unbefiedert.

## Ähnliche Arten
Die Rüppelltrappe (Heterotetrax rueppellii) unterscheidet sich deutlich durch einen schwarzen Streifen auf der Vorderseite des Halses.

## Verbreitung, Unterarten und Lebensraum
Die Art kommt im südlichen Afrika vor. Ihr Lebensraum umfasst offene Graslandschaften und Steppen. Die Höhenverbreitung reicht vom Meeresspiegel bis auf  1530 Meter. Die Nominatform Heterotetrax vigorsii vigorsii lebt im Südwesten von Südafrika, die Unterart Heterotetrax vigorsii namaqua im Nordwesten Südafrikas sowie im Süden von Namibia.

## Lebensweise
Knarrtrappen leben meist in kleinen Gruppen und sind bedingt standorttreu. In der Regel verbleibt eine Gruppe über einen Zeitraum von drei Jahren innerhalb eines Radius von vier Kilometern. Die Trappe ernährt sich primär von pflanzlicher Nahrung wie Samen, Früchten und Blättern. Außerdem werden Wirbellose wie Heuschrecken (Orthoptera) und Termiten verzehrt. Untersuchungen von Mageninhalten der Vögel ergaben, dass 80 % pflanzlichen und 20 % tierischen Ursprungs waren. Die Stimme der Trappen erklingt als kehliger, froschähnlicher zwei- oder dreissilbiger „Kraak-Krook“- oder „Kraak-Krook-Kook“-Ruf.
Die Brut findet zwischen August und März statt. Als Nest dient eine flache Mulde auf nacktem Erdboden, zuweilen mit Kieselsteinen umgeben. Meist wird lediglich ein Ei gelegt, das cremefarben ist und einige rotbraune Sprenkel zeigt. Das Weibchen brütet allein, das Männchen hält sich jedoch in der Nähe auf und beide suchen in kurzen Brutpausen gemeinsam nach Nahrung. Nach dem Schlüpfen verbleiben die Jungvögel noch für mehrere Monate beim den Eltern.

## Gefährdung
Die Bestände der Knarrtrappe sind in Ausbreitung begriffen. Die Art wird von der Weltnaturschutzorganisation IUCN dementsprechend als „least concern = nicht gefährdet“ geführt. Da die Trappen auch landwirtschaftlich genutzte Flächen als Lebensraum annehmen, ist mit weiterer Ausbreitung zu rechnen.